# 드루피, 명탐정
《드루피, 명탐정 만들기》(Droopy, Master Detective) Hanna-Barbera Cartoons와 Turner Entertainment이 제작하고 1993년에 방영된 미국의 코믹 애니메이션이다. '톰과 제리 키즈'의 직접적인 스핀오프 작품.

## 개요
'드루피, 명탐정 만들기' 는 탐정 영화와 경찰 쇼를 패러디한 작품으로, 드루피 와 그의 아들 드리플 이 대도시의 비참한 거리를 누비는 형사로 등장한다.

## 출연진
- 돈 메식 - 드루피
- 찰리 애들러 - 드리플
- 윌리엄 캘러웨이 - 럼플리
- 테레사 간젤 - 미스 바붐
- 프랭크 웰커 - 맥울프, 야생쥐
- 게리 오웬스 - 해설자
- 마이클 벨 - 로크포드 르 풀레
- 사라 실버만 - 멜로디 스타더스트
- 제니퍼 달링 - 피피
- B.J. 워드 - 정부
- 자넷 왈도 - 야생 생쥐의 어머니
- 척 맥캔 - 바다의 왕
- 수잔 블루 - 스누플 아줌마
- 줄리 맥워터 - 테라 붐붐
- 짐 커밍스 - 프랑켄네이터
- 낸시 리나리 - 좀비나
- 롭 폴슨 - 올리버
- 로저 로즈 - 존시
- 폴 윈첼 - 럼플리의 아빠
- 아르테 존슨 - 섀도우맨
- 팻 프레일리 - 욜커
- 에이프릴 윈첼 - 룰루
- 제인 위들린 - 주주